# Leonard Życki
Leonard Życki, właściwie Leonard Życki-Małachowski (ur. 7 listopada 1898 w Różach koło Płocka, zm. 6 sierpnia 1978 w Warszawie) – polski pisarz, dziennikarz, podróżnik, uczestnik walk o niepodległość Polski 1915-1921 (III powstanie śląskie).

## Życiorys
Od wczesnej młodości brał udział brał czynny udział w pracy konspiracyjnej w szeregach POW pod pseudonimem Gryf, za co został później odznaczony Krzyżem Niepodległości z mieczami. Dokumentował losy Śląska i zrywy powstańcze w 1921 roku, których był uczestnikiem. Był politycznie związany z PPS.
Ukończył studia na Wydziale Filozoficznym Uniwersytetu Poznańskiego, pracował jako nauczyciel w szkolnictwie na poziomie średnim jako nauczyciel języka polskiego.
Debiutował w 1925 jako dziennikarz, współpracował głównie z prasą młodzieżową, m.in. z Płomykiem. Jako pisarz debiutował w 1936 zbiorem reportaży pt. Burza nad Afryką, będących efektem jego podróży do Afryki oraz Ameryki Południowej. Jest autorem licznych publikacji dla dzieci i młodzieży, w tym dwóch opowiadań SF pt. Tajemnica Hoggaru (1937) oraz Zdobywcy przestworzy (ok. 1938).
W 1990 r. pojawiło się jego opowiadanie pt. Skradzione oczy w antologii Fantastyka '50

## Twórczość
- Burza nad Afryką, Nasza Księgarnia, Warszawa (1935) (debiut)
- Władca Grenlandii ("Zajmujące czytanki"), Wyd. M. Arcta, Warszawa (1935)
- W państwie podziemnym ("Zajmujące czytanki"), Wyd. M. Arcta, Warszawa (1936)
- Tajemnica Hoggaru, Nasza Księgarnia, Warszawa (1937)
- Królowa Marotiri ("Zajmujące czytanki"), Wyd. M. Arcta, Warszawa (1938)
- Zdobywcy przestworzy, Księgarnia Powszechna, Kraków-Warszawa (ok. 1938)
- Talizman Twardowskiego (inny tytuł: Testament czarnoksiężnika), Księgarnia Powszechna, Warszawa-Kraków (1938)
- Wieki, ludzie, kamienie, Wydawnictwo Książek Polskich "Świt", Jerozolima (1945)
- Testament czarnoksiężnika, "Wiedza", Warszawa (1948)
- Malaje walczą o wolność, "Książka i Wiedza", Warszawa (1950)
- Od glinianej cegiełki do zeszytu Jurka, Nasza Księgarnia, Warszawa (1950)
- Trzęsienie ziemi, Prasa Wojskowa, Warszawa (1950)
- Włókno, nić, tkaniny, Ludowa Spółdzielnia Wydawnicza, Warszawa (1954)
- Bajki matki Sirabili, Ruch, Warszawa (1964)
- Dlaczego koza Lin-Tong skakała, Nasza Księgarnia, Warszawa (1967)
- Kapitan Wojtek, MON, Warszawa (1969)
- Pogromca Piratów, MON, Warszawa (1970)